# Yeping Tang
Yeping Tang (chinesisch 唐冶坪, * 23. Februar 1969) ist eine US-amerikanische Badmintonspielerin chinesischer Herkunft.

## Karriere
Yeping Tang repräsentierte als Juniorin China und startete unter anderem bei den internationalen Meisterschaften von Polen und der Sowjetunion. Nach ihrer Übersiedlung in die USA gewann sie dort die nationalen Meisterschaften und die US Open. 1999 siegte sie ebenfalls bei der Panamerikameisterschaft.

## Sportliche Erfolge
| Saison | Veranstaltung              | Disziplin   | Platz | Name                     |
| ------ | -------------------------- | ----------- | ----- | ------------------------ |
| 1996   | USA: Einzelmeisterschaften | Mixed       | 1     | Andy Chong / Yeping Tang |
| 1996   | USA: Einzelmeisterschaften | Dameneinzel | 1     | Yeping Tang              |
| 1997   | USA: Einzelmeisterschaften | Damendoppel | 1     | Cindy Shi / Yeping Tang  |
| 1998   | US Open                    | Dameneinzel | 1     | Yeping Tang              |
| 1998   | USA: Einzelmeisterschaften | Mixed       | 1     | Andy Chong / Yeping Tang |
| 1998   | USA: Einzelmeisterschaften | Dameneinzel | 1     | Yeping Tang              |
| 1998   | USA: Einzelmeisterschaften | Damendoppel | 1     | Cindy Shi / Yeping Tang  |
| 1999   | Panamerikameisterschaft    | Dameneinzel | 1     | Yeping Tang              |
| 1999   | USA: Einzelmeisterschaften | Mixed       | 1     | Andy Chong / Yeping Tang |
| 1999   | USA: Einzelmeisterschaften | Dameneinzel | 1     | Yeping Tang              |
| 1999   | USA: Einzelmeisterschaften | Damendoppel | 1     | Cindy Shi / Yeping Tang  |
| 2000   | USA: Einzelmeisterschaften | Dameneinzel | 1     | Yeping Tang              |